# Liste der Baudenkmäler in Pfronten
Auf dieser Seite sind die Baudenkmäler in der schwäbischen Gemeinde Pfronten zusammengestellt. Diese Tabelle ist eine Teilliste der Liste der Baudenkmäler in Bayern. Grundlage ist die Bayerische Denkmalliste, die auf Basis des Bayerischen Denkmalschutzgesetzes vom 1. Oktober 1973 erstmals erstellt wurde und seither durch das Bayerische Landesamt für Denkmalpflege geführt wird. Die folgenden Angaben ersetzen nicht die rechtsverbindliche Auskunft der Denkmalschutzbehörde.

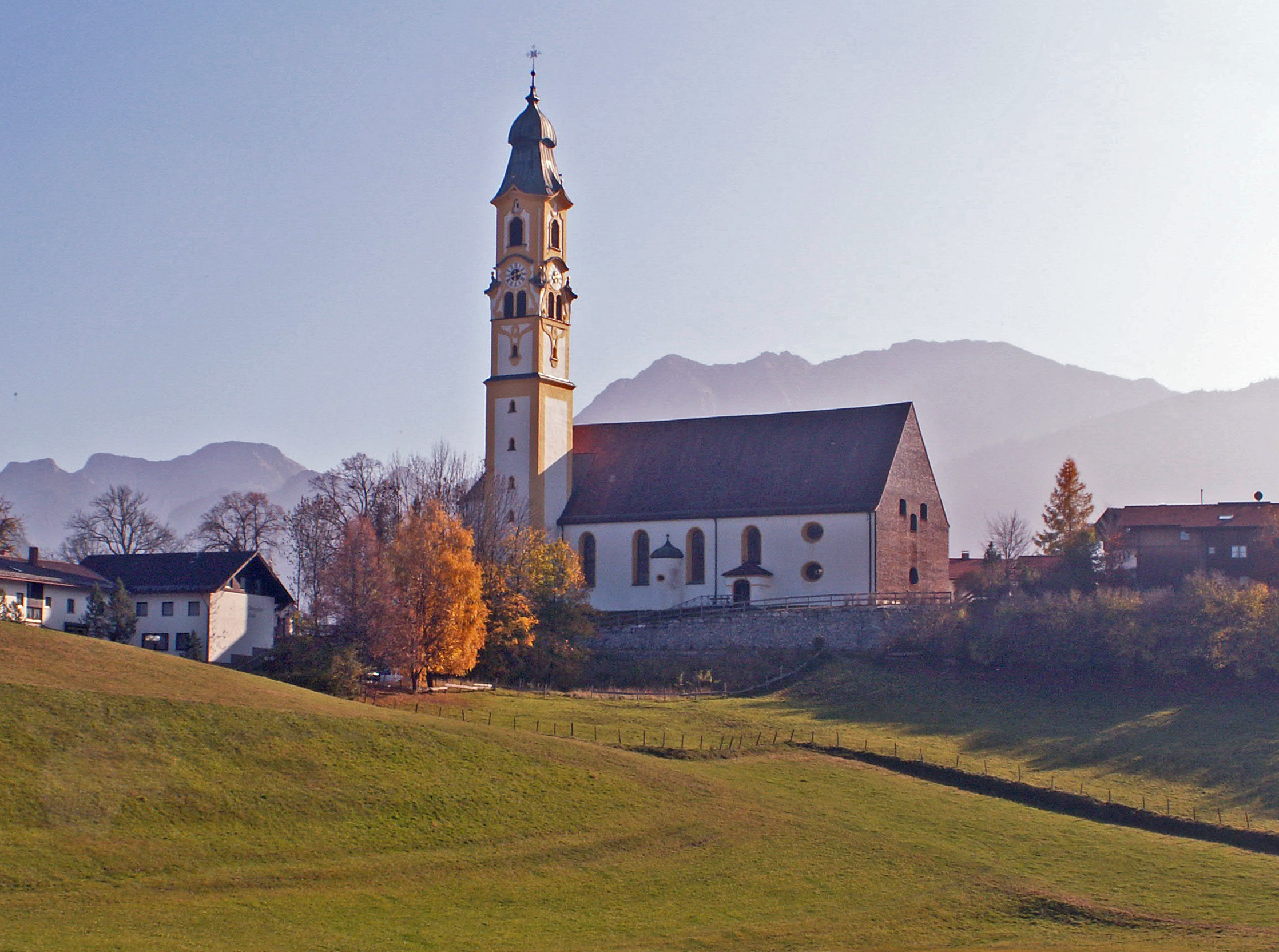
St. Nikolaus in Pfronten-Berg

Alte Ansichten der Anwesen (ab Hausnummer 228 in Pfronten-Meilingen) sind in den Mitteilungsblättern des Heimatvereins Pfronten bei der jeweiligen Hausgeschichte veröffentlicht.

## Baudenkmäler nach Ortsteilen

### Berg
| Lage                              | Objekt                                      | Beschreibung | Akten-Nr.              | Bild            |
| --------------------------------- | ------------------------------------------- | --- | ---------------------- | --------------- |
| Am Hörnle 1 (Standort)            | Villa Goldonkel                             | Ehemaliges Bauernhaus, unverkleideter Ständerbohlenbau, z. T. dreigeschossig, über dem Tenntor Bundwerk und Jahreszahl 1793.                            | D-7-77-159-7 Wikidata  | Villa Goldonkel |
| Am Hörnle 3 (Standort)            | Katholische Pfarrkirche St. Nikolaus        | errichtet 1687/92, Turm 1746/49 von Franz Kleinhans, Umgestaltung 1775/80; mit Ausstattung                                                              | D-7-77-159-8 Wikidata  | weitere Bilder  |
| Am Hörnle 11 (Standort)           | Evangelisch-lutherische Auferstehungskirche | ehemalige katholische Friedhofskapelle, erbaut 1841; mit Ausstattung; im Friedhof Kreuzweg- und Betstationen, Gusseisen, 1885/86.                       | D-7-77-159-9 Wikidata  | weitere Bilder  |
| Kirchsteige 1 (Standort)          | Heimathaus                                  | Vorderteil Ständerbohlenbauweise mit Bundwerkgiebel, 18. Jahrhundert, 1991 von Weglänge 1 in Pfronten-Heitlern hierher versetzt, rückwärtiger Teil neu. | D-7-77-159-76 Wikidata | weitere Bilder  |
| Kirchsteige 7 (Standort)          | Pfarrhaus                                   | im Typ eines Bauernhauses, bez. 1757. | D-7-77-159-11 Wikidata | Pfarrhaus       |
| am nördlichen Ortsende (Standort) | Kruzifix                                    | 18. Jahrhundert; | D-7-77-159-12 Wikidata | Kruzifix        |
| am nördlichen Ortsende (Standort) | Steinkreuz                                  | Sühnekreuz, 15./16. Jahrhundert; | D-7-77-159-13 Wikidata | Steinkreuz      |

### Dorf
| Lage                         | Objekt           | Beschreibung | Akten-Nr.              | Bild             |
| ---------------------------- | ---------------- | --- | ---------------------- | ---------------- |
| Am Weiher (Standort)         | Dorfweiher       | angelegt 1521. | D-7-77-159-17 Wikidata | Dorfweiher       |
| Am Weiher 10 (Standort)      | Bauernhaus       | Mitterstallbau mit Tennenbundwerk, offener Ständerbohlenwand und reicher Bemalung der Holzteile, bez. 1801.                                                     | D-7-77-159-14 Wikidata | Bauernhaus       |
| Am Weiher 13 (Standort)      | Bauernhaus       | Mitterstallbau mit verschaltem Giebel, Andreaskreuz und Hakenschopf, Ende 18. Jahrhundert                                                                       | D-7-77-159-15 Wikidata | Bauernhaus       |
| Am Weiher 16 (Standort)      | Bauernhaus       | Mitterstallbau, verputzter Ständerbau, Andreaskreuz über Tenne und zweiseitig verbrettert, im Kern Ende 17. Jahrhundert, im 19. Jahrhundert verändert.          | D-7-77-159-16 Wikidata | Bauernhaus       |
| Gschönweg 9 (Standort)       | Bauernhaus       | Ehem. Bauernhaus, zweigeschossiger Flachsatteldachbau, im Kern 18. Jh., im 19. Jh. verändert.                                                                   | D-7-77-159-80 Wikidata | Bauernhaus       |
| Kienbergstraße 9 (Standort)  | Bauernhaus       | Hakenschopf, Andreaskreuz, zweiseitig verbrettert, Glattputzbänder, 1. Drittel 19. Jahrhundert                                                                  | D-7-77-159-18 Wikidata | Bauernhaus       |
| Kienbergstraße 12 (Standort) | Bauernhaus       | Mitterstallbau mit Andreaskreuz, Hakenschopf und Giebeltür, 2. Viertel 19. Jahrhundert                                                                          | D-7-77-159-19 Wikidata | Bauernhaus       |
| Kienbergstraße 14 (Standort) | Bauernhaus       | Wohnteil eines Bauernhauses, mit Flachdach, frühes 19. Jahrhundert                                                                                              | D-7-77-159-20 Wikidata | Bauernhaus       |
| Kienbergstraße 21 (Standort) | Ehem. Bauernhaus | verputzter Block- und Ständerbohlenbau, Bruchsteinmauerwerk, inschriftlich bez. 1534, 1976 erneuert.                                                            | D-7-77-159-22 Wikidata | Ehem. Bauernhaus |
| Kienbergstraße 29 (Standort) | Ehem. Bauernhaus | Ständerbohlenbau mit breiten Kopfbändern, offener Laube, aufgedoppelter Haustür mit ausgesägtem Oberlicht (Flachdach wohl erneuert), wohl Mitte 17. Jahrhundert | D-7-77-159-24 Wikidata | Ehem. Bauernhaus |
| Kienbergstraße 32 (Standort) | Bauernhaus       | traufseitig seltenes Fachwerk mit Andreaskreuzen und Schnitzerei, Ende 17. Jahrhundert                                                                          | D-7-77-159-25 Wikidata | Bauernhaus       |
| Kienbergstraße 38 (Standort) | Ehem. Bauernhaus | Obergeschoss verputzter Ständerbau mit profilierten Bügen, 2. Hälfte 18. Jahrhundert                                                                            | D-7-77-159-26 Wikidata | Ehem. Bauernhaus |
| Tiroler Straße 29 (Standort) | Gasthaus Krone   | stattlicher Bau mit Steildach, ca. 1775 als Amtshaus erbaut | D-7-77-159-29 Wikidata | weitere Bilder   |

### Falkenstein
| Lage                             | Objekt                     | Beschreibung | Akten-Nr.              | Bild           |
| -------------------------------- | -------------------------- | --- | ---------------------- | -------------- |
| Auf dem Falkenstein 1 (Standort) | Ruine der Burg Falkenstein | nach einem Wiederaufbau von 1434, 1646 zerstört; Reste des längsrechteckigen Hauptbaus, Bruchsteinmauerwerk und Ziegel; Bekrönung eines steilen Felskegels östlich von Pfronten; gemauerter Brunnen der Burg; | D-7-77-159-30 Wikidata | weitere Bilder |

### Halden
| Lage                                                                             | Objekt                | Beschreibung                                                      | Akten-Nr.              | Bild                  |
| -------------------------------------------------------------------------------- | --------------------- | ----------------------------------------------------------------- | ---------------------- | --------------------- |
| am östlichen Ortsausgang (Standort)                                              | Magnussäule           | Steinfigur des hl. Magnus auf hoher Säule, Mitte 18. Jahrhundert; | D-7-77-159-31 Wikidata | Magnussäule           |
| an der Vilstalstraße, 20 m nach der Abzweigung der Straße nach Halden (Standort) | Steinsockel mit Kreuz | bez. Gotthard Suiter 1866                                         | D-7-77-159-32 Wikidata | Steinsockel mit Kreuz |

### Heitlern
| Lage                                              | Objekt                    | Beschreibung | Akten-Nr.              | Bild                 |
| ------------------------------------------------- | ------------------------- | --- | ---------------------- | -------------------- |
| Frühlingstraße 10 (Standort)                      | Ehem. Hammerschmiede      | vom Typ des 18./19. Jahrhundert; mit Ausstattung. (erbaut 1928) | D-7-77-159-34 Wikidata | Ehem. Hammerschmiede |
| Jagdhausweg 3 (Standort)                          | Ehem. kgl. Jagdhaus       | zweigeschossig mit Satteldach, Fassadengliederung, Erker, Giebellaube und Eckturm, urspr. wohl zwei Gebäude von 1862, zusammengebaut und erweitert 1903, Inneres modern verändert; zugehöriger Gartenpavillon. | D-7-77-159-79 Wikidata | Ehem. kgl. Jagdhaus  |
| Obweg 3 (Standort)                                | Bauernhaus                | mit offener Bohlenwand, Hakenschopf, Giebeltür und Putzkehle, 1. Viertel 19. Jahrhundert | D-7-77-159-27 Wikidata | Bauernhaus           |
| Obweg 4 (Standort)                                | Ehem. Bauernhaus          | Andreaskreuz, profilierte Büge, noch 1. Hälfte 18. Jahrhundert, erneuert. | D-7-77-159-28 Wikidata | Ehem. Bauernhaus     |
| Obweg 13 (Standort)                               | Ehem. Bierkeller          | mit Tonnengewölbe, 17./18. Jahrhundert, später erweitert. | D-7-77-159-77 Wikidata | Ehem. Bierkeller     |
| Tiroler Straße 14 (Standort)                      | Filialkirche St. Leonhard | im Kern um 1500, 1729 von Johann Georg Fischer erweitert und barockisiert; mit Ausstattung. | D-7-77-159-33 Wikidata | weitere Bilder       |
| Tiroler Straße 14 (südlich der Kirche) (Standort) | Steinkreuz                | Sühnekreuz, 15./16. Jahrhundert | D-7-77-159-36 Wikidata | Steinkreuz           |

### Kappel
| Lage                    | Objekt                                  | Beschreibung | Akten-Nr.              | Bild           |
| ----------------------- | --------------------------------------- | --- | ---------------------- | -------------- |
| Sängerweg 4 (Standort)  | Bauernhaus                              | Mitterstallbau mit Hakenschopf, Kerbschnitzerei, im Giebel Tür und Kopfbüge, Tennenbundwerk, bez. 1804, erneuert. | D-7-77-159-40 Wikidata | Bauernhaus     |
| Sängerweg 8 (Standort)  | Bauernhaus, Einfirsthof, Mitterstallbau | zweigeschossiger Putzbau mit Satteldach, einfacher Putzgliederung und Fassadengemälde des Bruders Georg von Pfronten-Kreuzegg, im Kern 18. Jahrhundert, Aufstockung um Kniestock und Erweiterung des Wirtschaftsteils zum Hakenschopf, bezeichnet mit „1855“ | D-7-77-159-85 Wikidata | weitere Bilder |
| Sängerweg 13 (Standort) | Filialkirche St. Martin                 | 2. Hälfte 15. Jahrhundert, 1637 und Ende 18. Jahrhundert umgebaut; mit Ausstattung. | D-7-77-159-37 Wikidata | weitere Bilder |

### Kreuzegg
| Lage                          | Objekt                           | Beschreibung              | Akten-Nr.              | Bild           |
| ----------------------------- | -------------------------------- | ------------------------- | ---------------------- | -------------- |
| Bruder-Georg-Weg (Standort)   | Katholische Bruder-Georg-Kapelle | 1780; mit Ausstattung.    | D-7-77-159-42 Wikidata | weitere Bilder |
| Füssener Straße 34 (Standort) | Katholische Kapelle Hl. Kreuz    | um 1670; mit Ausstattung. | D-7-77-159-43 Wikidata | weitere Bilder |

### Meilingen
| Lage                      | Objekt                         | Beschreibung                                                                         | Akten-Nr.              | Bild             |
| ------------------------- | ------------------------------ | ------------------------------------------------------------------------------------ | ---------------------- | ---------------- |
| Falkensteinweg (Standort) | Brücke                         | über die Faule Ach, Tonnengewölbe, Bruchsteinmauerwerk, erbaut 1849                  | D-7-77-159-46 Wikidata | Brücke           |
| Neuer Weg 22 (Standort)   | Ehem. Bauernhaus               | im 19. Jahrhundert erneuert, Giebelbüge mit Schrägwülsten, 1. Hälfte 17. Jahrhundert | D-7-77-159-44 Wikidata | Ehem. Bauernhaus |
| Neuer Weg 29 (Standort)   | Katholische Kapelle Maria Hilf | Mitte 17. Jahrhundert; mit Ausstattung.                                              | D-7-77-159-45 Wikidata | weitere Bilder   |

### Ösch
| Lage                         | Objekt                          | Beschreibung | Akten-Nr.              | Bild             |
| ---------------------------- | ------------------------------- | --- | ---------------------- | ---------------- |
| Badstraße 1 (Standort)       | Ehem. Bauernhaus                | unverkleideter Ständerbohlenbau mit Schleppdach, rückseitig verbrettert, 2. Hälfte 18. Jahrhundert                         | D-7-77-159-47 Wikidata | Ehem. Bauernhaus |
| Tiroler Straße 68 (Standort) | Katholische Kapelle St. Koloman | erbaut nach 1730 von Johann Georg Fischer; mit Ausstattung.                                                                | D-7-77-159-49 Wikidata | weitere Bilder   |
| Weglänge 49 (Standort)       | Ehem. Bauernhaus                | z. T. offener Ständerbohlenbau mit „Fensterbändern“, Tennenbundwerk und geschnitzten Zierformen, 2. Hälfte 18. Jahrhundert | D-7-77-159-50 Wikidata | Ehem. Bauernhaus |

### Rehbichel
| Lage                     | Objekt                       | Beschreibung                                                       | Akten-Nr.              | Bild           |
| ------------------------ | ---------------------------- | ------------------------------------------------------------------ | ---------------------- | -------------- |
| Moosmühlweg 2 (Standort) | Katholische Kapelle St. Anna | erbaut 1668, 1738 und 1780 verändert; mit Ausstattung.             | D-7-77-159-52 Wikidata | weitere Bilder |
| Moosmühlweg 6 (Standort) | Bauernhaus                   | mit Giebeltür und Flachdach, 1. Drittel 19. Jahrhundert, erneuert. | D-7-77-159-53 Wikidata | Bauernhaus     |

### Ried
| Lage                                                         | Objekt            | Beschreibung | Akten-Nr.              | Bild              |
| ------------------------------------------------------------ | ----------------- | --- | ---------------------- | ----------------- |
| Am Angerbach (an der Abzweigung des Kirchenweges) (Standort) | Kapellenbildstock | Ende 19. Jahrhundert | D-7-77-159-5 Wikidata  | Kapellenbildstock |
| Bahnhofstraße 1 (Standort)                                   | Bahnhof           | 1894/96 errichtete, einheitlich gestaltete Baugruppe aus Bruchsteinmauerwerk; Stationsgebäude, zweigeschossig mit Klinkergliederung und Satteldach, später verändert; zugehörig erdgeschossige Nebengebäude: südlich Kiosk mit Walmdach, nördlich Lagergebäude und Lokschuppen, beide mit Satteldach, letzterer später erweitert. | D-7-77-159-78 Wikidata | weitere Bilder    |
| Vilstalstraße (Standort)                                     | Kalkofen          | Mitte 19. Jahrhundert; | D-7-77-159-6 Wikidata  | Kalkofen          |
| Vilstalstraße 2 (Standort)                                   | Haus des Gastes   | Ehemalige Schule der Gemeinde Pfronten, stattlicher Walmdachbau, Obergeschoss, verputzter Ständerbau, erbaut 1815/16. | D-7-77-159-4 Wikidata  | weitere Bilder    |

### Röfleuten
| Lage                       | Objekt                               | Beschreibung                                                   | Akten-Nr.              | Bild           |
| -------------------------- | ------------------------------------ | -------------------------------------------------------------- | ---------------------- | -------------- |
| Edelsbergweg 30 (Standort) | Bauernhaus                           | unverkleideter Ständerbohlenbau mit Bundwerkgiebel, bez. 1804. | D-7-77-159-54 Wikidata | Bauernhaus     |
| Edelsbergweg 33 (Standort) | Bauernhaus                           | offener Ständerbohlenbau (Dach später), gegen 1800.            | D-7-77-159-55 Wikidata | Bauernhaus     |
| Einfängweg 3 (Standort)    | Bauernhaus                           | unverkleideter Ständerbohlenbau, um 1800, Dach später.         | D-7-77-159-56 Wikidata | Bauernhaus     |
| Kapellenweg 8 (Standort)   | Katholische Kapelle St. Johannes Ev. | erbaut 1702; mit Ausstattung.                                  | D-7-77-159-57 Wikidata | weitere Bilder |

### Steinach
| Lage                          | Objekt                                           | Beschreibung                                                                                                  | Akten-Nr.              | Bild                                             |
| ----------------------------- | ------------------------------------------------ | --- | ---------------------- | ------------------------------------------------ |
| Achtalstraße 10 (Standort)    | Ehem. Bauernhaus                                 | einhüftig, auf 3 Seiten verbrettert, mit langen Kopfbändern und Längsschopf, 2. Hälfte 17. Jahrhundert        | D-7-77-159-58 Wikidata | Ehem. Bauernhaus                                 |
| Achtalstraße 34 (Standort)    | Ehem. Bauernhaus                                 | mit Hakenschopf, ohne Zierformen, 2. Viertel 19. Jahrhundert                                                  | D-7-77-159-62 Wikidata | Ehem. Bauernhaus                                 |
| Bäckerweg 4 (Standort)        | Bauernhaus                                       | stattlicher Bau mit Hakenschopf, Giebeltür und Spannriegel im Giebel 2. Viertel 19. Jahrhundert               | D-7-77-159-63 Wikidata | Bauernhaus                                       |
| Einsteinweg 1, 1 a (Standort) | (alte Adresse: Achtalstraße 15) Ehem. Bauernhaus | erdgeschossiger, eingemantelter Ständerbohlenbau, im Kern noch 17. Jahrhundert                                | D-7-77-159-59 Wikidata | (alte Adresse: Achtalstraße 15) Ehem. Bauernhaus |
| Kirchweg 4 (Standort)         | Bauernhaus                                       | stattlicher, z. T. verputzter Ständerbau im Außerferner Typ, mit reichen Zierformen und Längsschopf, um 1700. | D-7-77-159-65 Wikidata | Bauernhaus                                       |
| Kirchweg 17 (Standort)        | Bauernhaus                                       | stattlicher verputzter Ständerbau mit Hakenschopf und angeputztem Traufgesims, 2. Viertel 19. Jahrhundert     | D-7-77-159-66 Wikidata | Bauernhaus                                       |
| Scheiberweg 2 (Standort)      | Ehem. Bauernhaus                                 | verputzter Ständerbau mit profilierten Giebelbügen, 1. Hälfte 18. Jahrhundert                                 | D-7-77-159-67 Wikidata | Ehem. Bauernhaus                                 |
| Tiroler Straße 126 (Standort) | Katholische Filialkirche St. Michael             | erbaut 1635/36, verändert Ende 18. Jahrhundert, verlängert 1947; mit Ausstattung.                             | D-7-77-159-68 Wikidata | weitere Bilder                                   |

### Weißbach
| Lage                                                  | Objekt                            | Beschreibung | Akten-Nr.              | Bild                  |
| ----------------------------------------------------- | --------------------------------- | --- | ---------------------- | --------------------- |
| Josbergweg 2 (Standort)                               | Ehemaliges Bauernhaus             | Bau mit offener Riegelwand und altem Türgerüst, Anfang 19. Jahrhundert, erneuert.                                          | D-7-77-159-70 Wikidata | Ehemaliges Bauernhaus |
| Kemptener Straße 16 (Standort)                        | Katholische Kapelle St. Sebastian | erbaut nach 1660; mit Ausstattung.                                                                                         | D-7-77-159-69 Wikidata | weitere Bilder        |
| Kemptener Straße 21 (Standort)                        | Bauernhaus                        | Wohnteil unverputzter Ständerbohlenbau, Ende 18. Jahrhundert                                                               | D-7-77-159-72 Wikidata | Bauernhaus            |
| Malerweg 3 (Standort)                                 | Ehemaliges Bauernhaus             | Hakenschopf, geschnitzte Füllungstür und bemalte Pfettenschnitzerei, Giebeltür und Spannriegel, 2. Viertel 19. Jahrhundert | D-7-77-159-73 Wikidata | Ehemaliges Bauernhaus |
| Röfleuter Weg 3 (Standort)                            | Bauernhaus                        | stattlicher Bau, Obergeschoss in Ständerbohlenbauweise, Bundwerkgiebel und Tennenbundwerk, Ende 18. Jahrhundert            | D-7-77-159-74 Wikidata | Bauernhaus            |
| Röfleuter Weg 6 (Standort)                            | Ehemaliges Bauernhaus             | Giebelbüge und Giebeltür, Tennenbundwerk und Kerbschnitzerei, Ende 18. Jahrhundert                                         | D-7-77-159-75 Wikidata | Ehemaliges Bauernhaus |
| an der Straße zwischen Kappel und Weißbach (Standort) | Steinkreuz                        | Sühnekreuz nach 1532; | D-7-77-159-41 Wikidata | Steinkreuz            |

## Ehemalige Baudenkmäler
In diesem Abschnitt sind Objekte aufgeführt, die früher einmal in der Denkmalliste eingetragen waren, jetzt aber nicht mehr. Objekte, die in anderem Zusammenhang – also z. B. als Teil eines Baudenkmals – weiter eingetragen sind, sollen hier nicht aufgeführt werden. Aktennummern in diesem Abschnitt sind ehemalige, jetzt nicht mehr gültige Aktennummern.

| Lage                                                  | Objekt                                     | Beschreibung                                                                                      | Akten-Nr.              | Bild                   |
| ----------------------------------------------------- | ------------------------------------------ | ------------------------------------------------------------------------------------------------- | ---------------------- | ---------------------- |
| Berg Kirchenweg 15 (Standort)                         | Katholische Krankenhauskapelle St. Vinzenz | mit historischen Ausstattungsstücken                                                              | D-7-77-159-10 Wikidata | BW                     |
| Dorf Kienbergstraße 20 (Standort)                     | ehem. Kleinbauernhaus                      | Wohnteil eines ehem. Kleinbauernhauses, mit bemalten Kopfbügen, im Kern 2. Hälfte 17. Jahrhundert | D-7-77-159-21 Wikidata | ehem. Kleinbauernhaus  |
| Dorf Kienbergstraße 26 (Standort)                     | Bundwerkteile                              | 1824                                                                                              | D-7-77-159-23 Wikidata | Bundwerkteile          |
| Kappel Bürgermeister-Franz-Keller-Straße 3 (Standort) | Flachdachhaus                              | mit Giebeltür und Muttergottes-Fresko, Anfang 19. Jahrhundert, erneuert.                          | D-7-77-159-38 Wikidata | Flachdachhaus          |
| Kappel Kappeler Straße 4 (Standort)                   | Sturzbalken über Tenne                     | bezeichnet mit „1838“                                                                             | D-7-77-159-39 Wikidata | Sturzbalken über Tenne |
| Rehbichel Kolpingstraße 12 (Standort)                 | Ehem. Kleinbauernhaus                      | lehmverklebter Ständerbohlenbau mit gedrehten Kopfbügen, um 1700, über Tenne bez. 1819.           | D-7-77-159-51 Wikidata | Ehem. Kleinbauernhaus  |
| Ried Kirchenweg 3 (Standort)                          | Hausfigur                                  | Kruzifix, um 1740/50                                                                              | D-7-77-159-3 Wikidata  | Hausfigur              |
| Steinach Achtalstraße 17 (Standort)                   | Bundwerk                                   | Anfang 19. Jahrhundert                                                                            | D-7-77-159-61 Wikidata | Bundwerk               |
| Steinach Achtalstraße 22 (Standort)                   | Hausnummer                                 | Alte, angeputzte Hausnummer (316) in stuckiertem Blattrahmen                                      | D-7-77-159-60 Wikidata | Hausnummer             |

## Abgegangene Baudenkmäler
In diesem Abschnitt sind Objekte aufgeführt, die früher einmal in der Denkmalliste eingetragen waren, jetzt aber nicht mehr existieren, z. B. weil sie abgebrochen wurden. Aktennummern in diesem Abschnitt sind ehemalige, jetzt nicht mehr gültige Aktennummern.

| Lage                            | Objekt                | Beschreibung | Akten-Nr.             | Bild                  |
| ------------------------------- | --------------------- | --- | --------------------- | --------------------- |
| Ried Im Lehengrund 2 (Standort) | ehemaliges Bauernhaus | Flachdachbau, zweites Viertel 19. Jahrhundert; abgebrochen und als Wohnhaus wieder aufgebaut (Bild)                     | D-7-77-159-2 Wikidata | ehemaliges Bauernhaus |
| Ried Vilstalstraße 4 (Standort) | ehemaliges Bauernhaus | mit Hakenschopf und ausgebautem Längsschopf, profilierte Giebelbüge, im Kern zweite Hälfte 18. Jahrhundert; abgebrochen | D-7-77-159-1 Wikidata | BW                    |